# Rojum
Rojum (dansk), Røjem (ældre dansk) eller Royum (tysk) er en gård beliggende i nærheden af Mysunde nord for Sli-fjorden i det sydlige Angel i Sydslesvig. Administrativt hører godset under Brodersby-Goltoft kommune i Slesvig-Flensborg kreds i den nordtyske delstat Slesvig-Holsten. I kirkelig henseende hører stedet under Brodersby Sogn. Sognet lå i den danske periode indtil 1864 i Slis Herred (Gottorp Amt, Sønderjylland).
Rojum er første gang nævnt i 1542. Navnet er dativ plurarlis af gammeldansk *ruth, *roth (≈rød, mellemdansk roj) for ryddet land. Marknavne med endelsen -roj er meget almindelig især i det østlige Slesvig. Godsbygningens opførelsesår er ukendt.
Omgivende landsbyer er Gejlbyskov (ty. Geelbyholz), Skolderup og Torsted i nord, Bregnerød (Brekenrühe) og Goltoft i øst, Brodersby i sydøst og Gejl (Geel) i sydvest. Lidt vest for godset strækker sig Broholm Skov med den i Slien udmundende Gejl Bæk, ved indkørslen mod øst ligger den lille Rojum Skov.